# Luisa de La Vallière
Louise Françoise de La Baume Le Blanc, duquesa de La Vallière (Tours, 6 de agosto de 1644-París, 7 de junio de 1710), fue una noble francesa, amante real de Luis XIV de Francia.

## Primeros años de vida
Su padre era Lorenzo de la Baume Le Blanc de La Vallière, barón de Maisonfort, hijo de Juan de la Baume Le Blanc de La Vallière. Su madre fue Francisca Le Provost, hija de Juan Le Provost, señor de La Coutelaye, caballero de San Lázaro y gran caballerizo del rey.
Nacida en 1644 en Manoir de la Vallière, en Tours, la joven Luisa Francisca pasó su infancia en el castillo de Blois en el que su padre estaba al servicio de Gastón de Orleans. En 1661, entró al servicio, como dama de compañía, en la casa de Enriqueta de Inglaterra, primera esposa de Felipe de Francia (1640-1701), hermano del rey.

### Amante real
La aproximación entre Luisa y Luis XIV se realizó por medio de la estrategia, denominada por entonces en Francia, del "paravent" (pantalla), es decir: el rey debía fingir que la cortejaba para que la Corte no interviniera en el idilio que nacía entre él y su cuñada Enriqueta. Luisa tenía 17 años y se dice que ya amaba, en secreto, al rey desde que llegó a la Corte. Pero el juego se convirtió en realidad y el rey hizo de Luisa su primera favorita. La unión, bien conocida por todos, pese a ser llevada con suma discreción, provocó las protestas de los devotos de la Corte y de sus predicadores, como Bossuet. El rey, muy creyente hasta entonces, se negó a comulgar a partir de 1663.
Tuvieron cuatro hijos, de los cuales sólo sobrevivieron dos, que serían legitimados:
- Carlos de La Baume Le Blanc (1663-1665); murió muy niño, no fue legitimado.
- Felipe de La Baume Le Blanc (1665-1666); murió muy niño, no fue legitimado.
- María Ana de Borbón (1666-1739), primera dama de Blois, casada con Luis Armando I de Borbón-Conti.
- Luis de Borbón, conde de Vermandois (1667-1683).

Tras el fallecimiento de su madre Ana de Austria en 1666, Luis XIV declaró públicamente su unión con Luisa, acompañándole convertida en favorita oficial, lo cual ella deploró, pues prefería las demostraciones de cariño en la intimidad a los fastos de la Corte. En este momento llegó a la Corte la joven y hermosa Françoise Athénaïs de Rochechouart de Mortemart, conocida más tarde como la marquesa de Montespan. 
El rey, subyugado por esta nueva "belleza que debe ser mostrada a todos los embajadores", intentó convertirla en su amante. El comienzo de esta relación que se sitúa, aproximadamente, alrededor de la campaña de Flandes, en el otoño de 1666, es el principio del fin de la favorita real. La sublime Athénaïs se convirtió en la siguiente favorita titular. 
En mayo de 1667, el rey concedió a las tierras de Vaujours el rango de ducado y se las ofreció a su antigua amante. Todos opinaron que este era el regalo de la desgracia. 
Empezó entonces un período de cohabitación con las dos amantes. Luis XIV deseaba que Luisa se quedara a su lado, aunque sólo se vieran ya de tarde en tarde; y Luisa, con la esperanza de reconquistar el corazón del rey, al que no había dejado de amar, soportó todas las humillaciones a las que la sometió la nueva favorita, bien conocida por su mordacidad y causticidad.

## Retirada a un convento hasta el final de sus días
En 1670, Luisa, tras una larga y grave enfermedad, volvió a sus antiguas costumbres religiosas y redactó unas conmovedoras Reflexiones sobre la misericordia de Dios.
Aconsejada por Bourdaloue y Bossuet, y después de una partida fallida, Luisa se retiró de la Corte en abril de 1674 y profesó en el convento de las Grandes Carmelitas del arrabal de Saint-Jacques en París. Su marcha produjo mucha expectación, especialmente a causa de las excusas públicas que Luisa tuvo que dirigir a la reina. Poco tiempo después pronunció sus votos perpetuos haciéndose llamar Luisa de la Misericordia. Murió en 1710 después de 36 años de vida religiosa.
Luisa inspiró a la heroína de El Vizconde de Bragelonne de Alexandre Dumas, en la que sus amores con el rey Luis XIV forman una de las tramas centrales de la novela. Al igual que sucedió en la realidad, al final del libro se relata su progresiva pérdida de favor a los ojos del rey y el ascenso en su lugar de la marquesa de Montespan. 

## Cine
Asimismo se inspiraron en su vida las películas:
- El castillo perdido (Le Château perdu, 1973)
- Si Versalles pudiera hablar (Si Versailles m'était conté..., 1954, de Sacha Guitry)

## Curiosidades
- En el anime Zero no Tsukaima su protagonista posee el equivalente de su nombre: Louise Françoise Le Blanc de la Vallière.